# Florence Mills
Florence Mills, nata Florence Winfrey (Washington, 25 gennaio 1896 – New York, 1º novembre 1927), è stata una cantante, ballerina e cabarettista statunitense.
Nonostante abbia partecipato a tre sole rappresentazioni teatrali di Broadway (Shuffle Along, Dover Street to Dixie e Dixie to Broadway), e non abbia mai inciso nessuna delle sue canzoni, Mills è considerata una delle principali figure del Rinascimento di Harlem e dell'età del jazz.

## Biografia

### Primi anni di carriera
Florence Mills è nata a Washington nel 1896 da Nellie (Simon) e John Winfrey, due afroamericani ex schiavi. Mills ha iniziato a cimentarsi nel canto assieme alle sorelle maggiori Olivia e Maude quando era ancora una bambina e ha formato con esse un gruppo, le Mills Sisters, che si sono esibite in vari spettacoli di vaudeville in più parti della costa atlantica. A differenza delle sorelle, Florence ha continuato a prendere parte a vari spettacoli nella speranza di fare carriera. Assieme ad Ada Smith, Cora Green e Carolyn Williams ha formato le Panama Four, che hanno goduto di un certo successo. Mills ha ha successivamente iniziato a frequentare un circolo itinerante di artisti di colore conosciuto come Tennessee Ten. Nel 1917 ha fatto la conoscenza del direttore di danza e ballerino Ulysses "Slow Kid" Thompson, con il quale si è sposata nel 1917 e con il quale è rimasta legata fino alla morte di lei.

### Successo
Mills è diventata una celebrità di New York recitando nel musical di Broadway Shuffle Along (1921), tenuto presso il Daly's 63rd Street Theatre, e considerato una delle prime testimonianze di quello che è conosciuto come Rinascimento di Harlem. Tale rappresentazione ha ricevuto recensioni favorevoli dagli specialisti di Londra, Parigi, Ostenda, Liverpool e di altre città europee. Nonostante la sua lunga esperienza nel campo dello spettacolo, Mills ha detto alla stampa che l'inizio del suo successo ha avuto inizio a quando ha partecipato a Shuffle Along.
Poco dopo, grazie al successo di quella rappresentazione, il promotore bianco Lew Leslie ha reso Mills e Thompson membri del Plantation Club, trasformato nel 1922 nella Plantation Revue. Nel 1923 l'impresario teatrale inglese Charles B. Cochran ha permesso alla compagnia di esibirsi in un'opera teatrale che prende il nome di Dover Street to Dixie presso il London Pavilion, composto da un cast esclusivamente di origine caucasica nella prima parte e da Mills e gli altri attori neri della Plantation Revue nella seconda parte.
Diventata l'attrice di punta del Palace Theatre nel 1924, Mills è diventata una celebrità internazionale recitando nello spettacolo Lew Leslie Blackbirds (1926). Il principe del Galles Edoardo VIII ha dichiarato di essere un ammiratore dell'attrice e di aver visto Lew Leslie Blackbirds 11 volte. Nel 1926 Mills ha tenuto centinaia di rappresentazioni dello spettacolo nella capitale inglese e numerose altre a Parigi.
Mills è stata giudicata carismatica agli occhi degli afroamericani e un modello ideale da seguire per loro. Non solo è considerata un'ottima intrattenitrice ma, a detta del Pittsburgh Courier, è stata un'ideale «ambasciatrice di buona volontà che ha rappresentato i neri quando hanno a che fare con i bianchi... un esempio vivente delle potenzialità che hanno i neri quando viene data a loro la possibilità di fare del bene». La stampa dell'epoca l'ha soprannominata Queen of Happiness (lett. "regina della felicità"). L'attrice è apparsa sulle copertine di Vogue e Vanity Fair ed è stata immortalata nello studio fotografico di Alexander Bassano e da Edward Steichen. I suoi brani di maggiore successo sono I'm a Little Blackbird Looking for a Bluebird e I'm Cravin' for that Kind of Love. Tuttavia nessuna delle sue canzoni è mai stata registrata.

### Morte
Dopo aver contratto la tubercolosi, che l'ha costretta a tornare negli Stati Uniti nel 1927, l'attrice è deceduta il primo novembre di quell'anno, all'età di 31 anni, in seguito a un'operazione presso il Hospital for Joint Diseases di New York. Stando ai giornali dell'epoca, sarebbe mancata a causa di complicazioni dovute a un'appendicite. Al suo funerale hanno partecipato 150.000 persone.